# Bongripper
A Bongripper amerikai instrumentális stoner/sludge/doom metal zenekar. 2005-ben alakultak meg Chicagóban. Első nagylemezük 2006-ban jelent meg.

## Tagok
- Ronald Petzke - basszusgitár
- Daniel O'Connor - dob
- Nick Dellacroce - gitár
- Dennis Pleckham - gitár

## Diszkográfia
- The Great Barrier Reefer (2006)
- Hippie Killer (2007)
- Heroin (2007)
- Hate Ashbury (2008)
- Satan Worshipping Doom (2010)
- Miserable (2014)
- Terminal (2018)